# Marco Marchionni
Marco Marchionni (Monterotondo, provincia de Roma, Italia, 22 de julio de 1980) es un exfutbolista y entrenador italiano. Es entrenador del Potenza Calcio desde 2023.
Jugaba de centrocampista y pasó su carrera en clubes de su país. Tras su retiro comenzó su carrera como entrenador.

## Selección nacional
Ha sido internacional con la selección de fútbol de Italia en 6 ocasiones. Debutó el 12 de noviembre de 2003, en un encuentro amistoso ante la selección de Polonia que finalizó con marcador de 3-1 a favor de los polacos.

### Participaciones en Eurocopas
| Eurocopa                | Sede  | Resultado |
| ----------------------- | ----- | --------- |
| Eurocopa Sub-21 de 2002 | Suiza | Semifinal |

## Clubes

### Como jugador
| Club                     | País   | Año       |
| ------------------------ | ------ | --------- |
| Monterotondo Calcio      | Italia | 1997-1998 |
| Empoli F. C.             | Italia | 1998-2001 |
| Parma F. C.              | Italia | 2001-2006 |
| Piacenza Calcio (Cedido) | Italia | 2003      |
| Juventus F. C.           | Italia | 2006-2009 |
| A. C. F. Fiorentina      | Italia | 2009-2012 |
| Parma F. C.              | Italia | 2012-2014 |
| U. C. Sampdoria          | Italia | 2014-2015 |
| U. S. Latina             | Italia | 2015-2017 |
| Carrarese Calcio         | Italia | 2017-2018 |

### Como entrenador
| Club                         | País   | Año           |
| ---------------------------- | ------ | ------------- |
| Carrarese Calcio (Asistente) | Italia | 2018-2020     |
| Calcio Foggia                | Italia | 2020-2021     |
| Novara                       | Italia | 2021-2022     |
| Novara                       | Italia | 2023          |
| Potenza Calcio               | Italia | 2023-presente |

## Palmarés

### Campeonatos nacionales
| Título      | Club           | País   | Año     |
| ----------- | -------------- | ------ | ------- |
| Copa Italia | Parma F. C.    | Italia | 2001-02 |
| Serie B     | Juventus F. C. | Italia | 2006-07 |